# Mir Muhammad Husayn
Mir Muhammad Husayn fou emir de Bukharà, fill i successor de Haydar Tura Khan, quan aquest va morir el 6 d'octubre de 1826. Hauria estat sota Shah Murad, governador de Kermineh, i al pujar al poder el seu pare, fou nomenat governador de Samarcanda, del que aviat va ser deposat acusat de donar suport als rebels de Shar-i Sabz.
El hakim Kushbegi era partidari per la successió de Nasrullah, governador de Karshi, i a la mort de l'emir va fer jurar lleialtat al seu protegit absent per part de 70 o 80 dels notables principals i va cridar al fill a Bukharà. Però un altre fill Muhammad Husayn, vivia a la ciutat i era el favorit del poble, tot i que havia estat en males relacions amb el seu pare i havia estat quasi tot el seu govern en residència forçosa a Bukharà en llibertat vigilada. Husayn, tement per la seva seguretat personal, va fer un pas arriscat: es va dirigir a palau, es va obrir pas cap a l'interior tot i certa oposició de la guàrdia, i va arribar a l'habitació del pare. Allí es va proclamar emir i va fer l'anunci al poble que li va donar suport. Llavors va cridar a Kushbegi, al que va perdonar; després va enviar comunicació a les ciutats de la seva pujada al tron.
Nasrullah amb 700 o 800 seguidors, havia marxat ja cap a Bukharà i va rebre la notícia pel camí, retornant a Karshi. Bukarà fou una festa. Però Nasrullah no es donava per satisfet tan fàcilment i conspirava amb els notables per crear un parit que li permetés accedir al poder; el seu principal suport fou Mumin Beg Dodkha, que havia estat nomenat per Muhammad Husayn com a governador d'Hissar.
Muhammad Husayn va morir al cap de 65 dies de regnat (desembre de 1826), i es sospita que fou enverinat per Kushbegi. La data de la seva mort varia en altres fonts (gener de 1826, o 22 de març de 1826. Va arribar a encunyar una moneda data el 1242 de l'hègira (1826/1827). Llavors es va proclamar emir el germà del difunt, Amir o Mir Umar.